# Caledon-Bay-Krise
Die Caledon-Bay-Krise fand zwischen 1932 und 1934 im Arnhem Land in Australien statt. Sie stellt einen Wendepunkt in der Behandlung von Aborigines dar, da nach mehreren gewalttätigen Auseinandersetzungen zwischen Aborigines auf der einen Seite und japanischen Fischern und weißen Siedlern auf der anderen, bei denen Aborigines mehrere Menschen töteten, zunächst eine Strafexpedition erwogen wurde, dann aber nach Intervention verschiedener Seiten die Angelegenheit mit Gerichtsverhandlungen endete.
Im Jahre 1932 wurden fünf japanische Fischer von den Yolngu-Aborigines an der Caledon-Bay nach einem „Streit über Frauen“ getötet. In der darauffolgenden Saison 1933 suchte eine Polizeitruppe nach den Tätern, da die japanische Regierung die Sicherheit für ihre Fischer gewahrt sehen wollte. Die Polizeitruppe nahm vier Aborigine-Frauen fest und während die Gruppe nach weiteren Aborigines suchte, blieb einer zum Aufpassen zurück; dieser wurde mit einem Speer erstochen gefunden.
Zunächst wurden Pressestimmen laut, die danach riefen „den Schwarzen eine Lektion zu erteilen“. Nachdem verschiedene Organisationen wie die Australian Aborigines Amelioration Association aus den südlichen Metropolen heftig protestierten, wurde auf Vorschlag eines Anthropologen an die Bundesregierung Missionare der anglikanischen Kirche auf den Yolngu geschickt. Sie kamen zurück nach Darwin in Begleitung von fünf Aborigines, darunter Tuckiar, der gestand den Polizisten erstochen zu haben, da dieser seine Frau für zwei Tage lang festgehalten hatte und ihn beim Geschlechtsverkehr mit seiner Frau vorfand. Die Gruppe nahm an, dass es sich um Gespräche handeln würde; stattdessen wurde er vor Gericht gestellt und zum Tode für den Mord an den Polizisten verurteilt. Die anderen vier wurden für den Mord an den Japanern zu 20 Jahren Haft verurteilt.
Nach Intervention des Premierministers J. A Lyons wurden das Urteil gegen Tuckiar vom High Court in der Berufung aufgehoben und Tuckiar freigelassen, da dieser angab, dass seine Erzählung der Ereignisse eine Lüge gewesen sei. Seit seiner Freilassung wurde er nicht mehr gesehen, so dass es Vermutungen gibt, wonach er von Polizisten ermordet wurde.